# Friedrich Klein (Politiker)
Friedrich Klein (* 6. August 1899 in Nieder Kostenz; † 4. September 1961 in Simmern/Hunsrück) war ein deutscher Politiker (SPD).

## Leben
Der Sohn eines Schmieds erlernte nach dem Besuch der Volksschule das Schmiedehandwerk. Nach der Teilnahme am Ersten Weltkrieg besuchte er ab 1920 die Lehrschmiede der Rheinprovinz in Köln-Ehrenfeld. 1921 übernahm er den väterlichen Betrieb, den er nach Ablegung der Meisterprüfung 1935 als selbständiger Landwirt und Schmiedemeister führte.
Klein trat zum 1. Mai 1933 der NSDAP bei (Mitgliedsnummer 3.011.861), schied aber 1935 wieder aus. Von 1933 bis 1945 war er Mitglied der NSV und bis 1935 Blockwalter der NSV. Nach Auflösung der freien Gewerkschaften war er von 1934 bis 1945 Mitglied der Deutschen Arbeitsfront und bis 1935 Ortshandwerkswalter der DAF. Aufgrund der Mitgliedschaften in NS-Organisationen erfolgte nach dem Zweiten Weltkrieg seine Entnazifizierung. Per Säuberungsbescheid des Untersuchungsausschusses Simmern wurde er am 6. Mai 1949 als Mitläufer eingestuft und gleichzeitig zu einer Geldbuße von 75 DM sowie dem Entzug des passiven Wahlrechts verurteilt.
Klein trat 1947 in die SPD ein und wurde 1952 zum Vorsitzenden des SPD-Kreisverbandes Simmern gewählt. Er war ab 1949 Amtsvertreter im Amt Kirchberg und ab 1953 Mitglied des Gemeinderates von Nieder Kostenz. Dem Kreistag des Landkreises Simmern gehörte er ebenfalls ab 1953 an. Im Kreistag war er Vorsitzender der SPD-Fraktion. Bei der Landtagswahl 1955 wurde er in den Landtag von Rheinland-Pfalz gewählt, dem er bis 1959 angehörte. Im Parlament war er Mitglied des Petitions- und des Wirtschafts- und Wiederaufbauausschusses.
1959 war Klein Mitglied der 3. Bundesversammlung zur Wahl des Bundespräsidenten.